# Gérard Lecaillon
 (avril 2021).
Si vous disposez d'ouvrages ou d'articles de référence ou si vous connaissez des sites web de qualité traitant du thème abordé ici, merci de compléter l'article en donnant les références utiles à sa vérifiabilité et en les liant à la section « Notes et références ».
Pour les articles homonymes, voir Lecaillon.
Gérard Lecaillon est un acteur français né le 27 décembre 1949, fils de la cantatrice contralto Denise Scharley et du baryton Jacques Hivert.

## Biographie
Ayant intégré l'école du spectacle, il débute en 1966 dans la version télévisée de L'Arlésienne de Pierre Badel où il joue Janet l'innocent aux côtés, entre autres, de Charles Vanel. S'enchaîne alors une période faste où il tourne dans diverses adaptations télévisées telles que Les deux nigauds d'après la Comtesse de Ségur, Césaire d'après l’œuvre de Jean Schlumberger ou encore Pot-Bouille.
Malgré une composition d'exception dans un épisode du feuilleton Les Brigades du Tigre intitulé "Nez de chien", dans un double rôle où il se travestit de façon étonnante et sans l'ombre d'une complaisance ni la moindre vulgarité, il faudra attendre sa rencontre avec Claude Zidi en 1986 et le film Association de malfaiteurs dans lequel il joue le rôle de Francis, un banquier, pour qu'il soit enfin révélé au grand public. Le succès du film de Zidi lui ouvre la voie pour d'autres projets tels que le film Funny Boy (réalisé par Christian le Hemonet où il tient le rôle principal. Dans ce film il interprète également la chanson Timing de Philippe Sarde, chanson qui lui permet de révéler une grande étendue vocale.
S'ensuivront plusieurs participations à des téléfilms, séries et courts-métrages, tout au long des années 1990, dont certains primés tels que Lift Show dont il est coscénariste, prix Georges de Beauregard en 1985, Gueule d'atmosphère, César du meilleur court-métrage en 1994, ou encore Allan en 2006 pour lequel il reçoit deux prix d'interprétation aux festivals du court-métrage d'humour de Meudon et de Bisheim.
Les amateurs de théâtre ont également pu le voir au Théâtre des Champs-Élysées dans la comédie musicale de Michel Legrand Monte-Cristo en 1975, également jouée au Théâtre de la Monnaie à Bruxelles, puis dans La Case départ d'Erick Chabot en 1990 et surtout dans Le médium, un opéra de Gian Carlo Menotti, aux côtés de sa mère Denise Scharley en 1985.
À partir des années 2000, il s'engage uniquement pour des seconds rôles, la plupart du temps très courts, dans des séries télévisées comme Une femme d'honneur, Boulevard du Palais et Famille d'accueil ou dans des films comme Coluche, l'histoire d'un mec.
En 2019, il rend hommage à sa mère Denise Scharley en écrivant sa biographie intitulée Denise Scharley de l'Opéra de Paris : Une vie de contralto aux éditions Librinova.

## Filmographie

### Télévision
- 1965 : Il est passé par ici de Jacques Pierre
- 1966 : L'Arlésienne de Pierre Badel : Janet "l'innocent"
- 1966 : Les deux nigauds de René Lucot: Léon Oursinet
- 1969 : Minouche de Rinaldo Bassi (13 épisodes)
- 1971: Césaire
- 1972: Pot-Bouille
- 1974 : Les Brigades du Tigre, épisode Nez de chien de Victor Vicas : Louis Lacombe dit Nez de chien
- 1981 : Douchka de Jean-Paul Sassy
- 1982 : Les Enquêtes du commissaire Maigret, épisode : Maigret et l'Homme tout seul de Jean-Paul Sassy
- 1983 : Les Nouvelles Brigades du Tigre de Victor Vicas, épisode Les Princes de la nuit de Victor Vicas : Le balafré
- 1984 : Les Ferrailleurs des Lilas de Jean-Paul Sassy
- 1988 : Vivement lundi !
- 1990 : Les Grandes Familles d'Édouard Molinaro : Deluquet
- 1990 : La famille Ramdam de Marco Pauly: Le voisin
- 1992 : C'est mon histoire : Présumé coupable de Pierre Joassin : le médecin légiste
- 1995 : Quatre pour un loyer de Georges Barrier
- 1997 : Le Dernier été de Claude Goretta : Un journaliste
- 1998 : Quai no 1, épisode "Meurtre entre les lignes", réalisé par Patrick Jamain : Luc Van Este
- 1999 : Boulevard du Palais, épisode "La jeune fille et la mort" réalisé par Jacques Malaterre : Le député Guyot
- 2000 : Brigade des mineurs, épisode "Suicide d'un adolescent", réalisé par Michaëla Watteaux : Monsieur Barbara
- 2001 : Un flic nommé Lecoeur, épisode "Céline" réalisé par J.Y Pitoun : Gassin
- 2003 : Une femme d'honneur, épisode "Double cœur" réalisé par Christiane Lehérissey : Alain Carrieux
- 2005 : Brasier d'Arnaud Sélignac : Un enquêteur
- 2005 : La Visite de Pierre Sisser : L'aide de camp
- 2006 : Père et Maire, un épisode réalisé par Vincent Marano
- 2006 : David Nolande de Nicolas Cuche : un journaliste
- 2006 : Famille d'accueil, épisode "malentendu" réalisé par Bruno Bontzolakis : Le client
- 2007 : Sœur Thérèse.com, un épisode réalisé par René Manzor : Le docteur Levain
- 2007 : Paris, enquêtes criminelles, épisode "Le serment", réalisé par Gilles Behat : Faillant
- 2008 : Commissaire Valence, "Témoin en danger", réalisé par Nicolas Herdt : L'avocat de Koskas
- 2008 : Commissaire Valence, "Séduction fatale" réalisé par Nicolas Herdt : Antoine Quentin
- 2009 : Les Toqués, épisode pilote, réalisé par Patrick Malakian : Blanchet

### Cinéma

#### Longs métrages
- 1978 : Les réformés se portent bien de Philippe Clair
- 1986 : Association de malfaiteurs de Claude Zidi : Francis
- 1987 : Funny Boy de Christian Le Hémonet, coscénariste : Micky
- 1994 : L'Ange noir de Jean-Claude Brisseau : L'inspecteur de police
- 2008 : Coluche : L'Histoire d'un mec d'Antoine de Caunes : Journaliste de TF1
- 2009 : Secret défense de Philippe Haïm : Directeur du renseignement
- 2024 : Stella Mantoni, Il Ritorno de Christian Le Hémonet : Dogard

#### Courts métrages
- 1983 : Bed and Breakfast de C. Le Hemonet : Micky
- 1985 : Lift Show de C. Le Hemonet, coscénariste, prix Georges de Beauregard
- 1986 : Blockaus USA de C. Le Hemonet
- 1987 : Fille de rêve de C. Le Hemonet : L'homme
- 1992 : Terra Incognita d'Erick Chabot
- 1994 : Gueule d'atmosphère d'Olivier Péray, César du meilleur court-métrage : Fournier
- 2006 : Allan, de Frédéric Azar, 2 prix d'interprétations : Alain

## Théâtre
- 1975 : Monte-Cristo de Michel Legrand, mise en scène de M. Jacquemont
- 1985 : Le médium de Gian Carlo Menotti
- 1990 : La case départ d'Erick Chabot